# Metasia tumidalis
Metasia tumidalis là một loài bướm đêm trong họ Crambidae.